# ETB Basque
ETB Basque (anteriormente ETB Sat en Europa y Canal Vasco en América) es un canal de televisión internacional en castellano y euskera de la empresa de producción y difusión de contenidos audiovisuales  EITB Media S.A.U. que junto con el Ente Público Euskal Irrati Telebista-Radio Televisión Vasca conforma el grupo de comunicación público vasco,  legislativamente dependiente del Parlamento Vasco y del Gobierno Vasco, encuadrada en la Conserjería de Cultura, en el País Vasco en  España.
ETB Basque da preferencia a contenidos en castellano y de producción propia, aunque también incluye programas destacados en euskera.
El servicio hace las veces de señal internacional del grupo de comunicación público vasco, al estilo de canales de inspiración similar, como los autonómicos españoles TV3CAT (de la CCMA, Cataluña) o Canal Sur Andalucía (de la RTVA, Andalucía); o los nacionales TVE Internacional (de RTVE, España) o TRT Türk (de la TRT, Turquía), entre otros muchos ejemplos. De esa manera, permite recibir programas de las principales cadenas vascas, ETB1 y ETB2, fuera de sus regiones de origen. Su programación está especialmente dirigida a la diáspora vasca, tanto en España como en el resto del mundo; en especial, en Iberoamérica, Unión Europea, Reino Unido y Estados Unidos.
El canal sustituyó desde 2021 al denominado ETB Sat/Canal Vasco, resultante de la fusión de las dos señales internacionales independientes operadas por ETB hasta 2013: ETB Sat (1996-2013) y  Canal Vasco (2001-2013). Dichos canales estuvieron disponibles provisionalmente también en la TDT en el País Vasco a partir de 2005, en tanto Euskal Telebista ponía en marcha nuevos canales temáticos en las señales que ocupaban: respectivamente, ETB3 en 2008 y ETB4 en 2014 (lanzado como ETBK Sat en 2011).

## Historia
Los antecedentes a EITB Basque se remontan a inicios de las emisiones vía satélite que nacen tras la modificación en verano de 1995 de la  Ley del Tercer Canal de Televisión  en España que permitía la emisión vía satélite a las televisiones autonómicas, las televisiones públicas de  Galicia (Televisión de Galicia, TVG), País Vasco (Euskal Telebista, ETB) y Cataluña (Televisió de Catalunya TV3) crearon la plataforma de televisión vía satélite Galeusca TV dirigida a la comunidad emigrante española en América. En ella se utilizaban las cuatro lenguas, el castellano, el gallego, el vasco y el catalán en los diferentes segmentos de su programación. El canal Galeusca TV estuvo en el aire desde el 1 de diciembre de 1996 hasta  septiembre de 1998, cuando se disolvió y cada televisión realizó su propio canal internacional vía satélite.
El actual canal EITB Basque es heredero directo del denominado Canal Vasco-ETB Sat, o  Canal Vasco a secas. Canal Vasco comenzó sus emisiones en marzo de 2001, como un canal internacional de ETB orientado específicamente a América y a su población hispanohablante interesada en el mundo vasco; por ejemplo, por vínculos genealógicos. En consecuencia, se nutría mayoritariamente de programación en castellano original de ETB2, intercalando en ella una cantidad simbólica de contenidos en euskera provenientes de ETB1, que siempre se daba subtitulada en castellano. ETB llevaba a cabo iniciativas especiales a través de este canal, como el llamado Concurso de Canal Vasco, en el que cada verano (hasta 2012) se sorteaban viajes a Euskal Herria para aquellas personas extranjeras que fueran ávidas seguidoras de su programación, las cuales debían responder preguntas sobre la misma para alzarse con el premio.
Canal Vasco era, a su vez, un spin-off del canal llamado ETB Sat. Estilizado en sus orígenes como ETB SAT, esta fue la primera iniciativa de ETB en el mundo de la televisión por satélite, poco antes de embarcarse en el proyecto de Galeusca TV, en el que colaboraría junto a TV3 y TVG. El embrión de ETB Sat inició, así, su andadura antes que Canal Vasco, el 3 de junio de 1996, y bajo el nombre de Euskal Telebista, diferenciándose ETB1, ETB2 y ETB. Estaba orientado, en principio, a Europa (incluyendo Euskadi) a través del satélite Astra. A diferencia del otro canal creado posteriormente, el canal por satélite propio y original de ETB tenía una programación equitativa en euskera y castellano, sin primar claramente, en principio, ninguna lengua sobre otra, y sin subtitular en castellano los contenidos originales en euskera. El 16 de octubre de 1998 se inauguró la emisión de ETB Sat, que pasó a emitir también para América.
En los primeros años de emisión por satélite, entre 1996 y 2000, mediante ETB Sat Euskal Telebista  constató la particularidad del público objetivo al que podía atraer su servicio en Latinoamérica.[cita requerida] ETB definió que los televidentes de la región potencialmente interesados en su programación eran, en su mayoría, gentes de ascendencia vasca que ya habían perdido la lengua vasca, en favor del inglés o del español. Para llegar a ese público, se decidió reducir las emisiones en euskera y la de producir programas a la medida de dicha audiencia. Ello derivaría en un futuro en programas como el informativo Canal Vasco News, en el que desde 2003 se explicaba la actualidad vasca e internacional a la medida del espectador vasco-latino.
Con todo, ya en 2001, Euskal Telebista decide desglosar su oferta televisiva internacional vía satélite, diferenciando sus emisiones para América y Europa. Se crea entonces Canal Vasco-ETB Sat, descrito al inicio del epígrafe, diseñado para el continente americano. Mientras, se mantiene ETB Sat para Europa. A partir de ese momento, este último también fue denominado Euskadi TV oficiosamente por ETB y operadores de cable y satélite que lo transmitían en España. De esta forma, ETB mantuvo dos señales internacionales, disponibles en múltiples plataformas, a lo largo de doce años. El 1 de mayo de 2013, cuando ETB Sat (el canal europeo) fue retirado del satélite Astra para enfocarse en la difusión de su programación por cable (solo para España) e Internet, a través del portal oficial, atendido por  Eitbnet, y la plataforma de vídeo bajo demanda EITB a la carta, tal y como había anunciado la radiodifusora. Esta medida permitiría ahorrar a EITB en torno a los 300.000 € anuales.
No obstante, el cambio fue mayor que el anunciado, pues no consistió en mantener el canal —como se daba a entender— únicamente retirándolo del satélite, sino en eliminarlo y sustituirlo por el canal americano, unificando las señales, e incluyendo contenidos en euskera en una proporción ligeramente mayor a la del Canal Vasco original. El servicio resultante de la fusión de los anteriores recibió nombres distintos en función de su área y plataforma de recepción; en su emisión europea por cable (Vodafone TV, Movistar+, etc.) mostraba el logo,  mosca en el argot televisivo, de ETB Sat en las emisiones destinadas a América, distribuidas por cable por Planet Cable, Tigo Star, etc. y por el satélite Hispasat mostraba el logo de Canal Vasco. La web oficial de EITB se refería a él indistintamente como ETB Sat  o ETB Sat/Canal Vasco, mientras su stream en directo lucía la mosca genérica de la web: eitb.eus.
El 1 de enero de 2021, como parte de una reorganización del grupo de empresas de EITB, Canal Vasco, ETB Sat y el portal EITB.eus se unificaron en un solo canal, pasando a denominarse EITB Basque y en la reforma de estilo de continuidad realizada a comienzo de 2022 pasa a denominarse ETB Basque.

## Imagen corporativa

Logotipo de Euskal Telebista entre 1996 y 1998.Logotipo de Euskal Telebista entre 1996 y 1998.
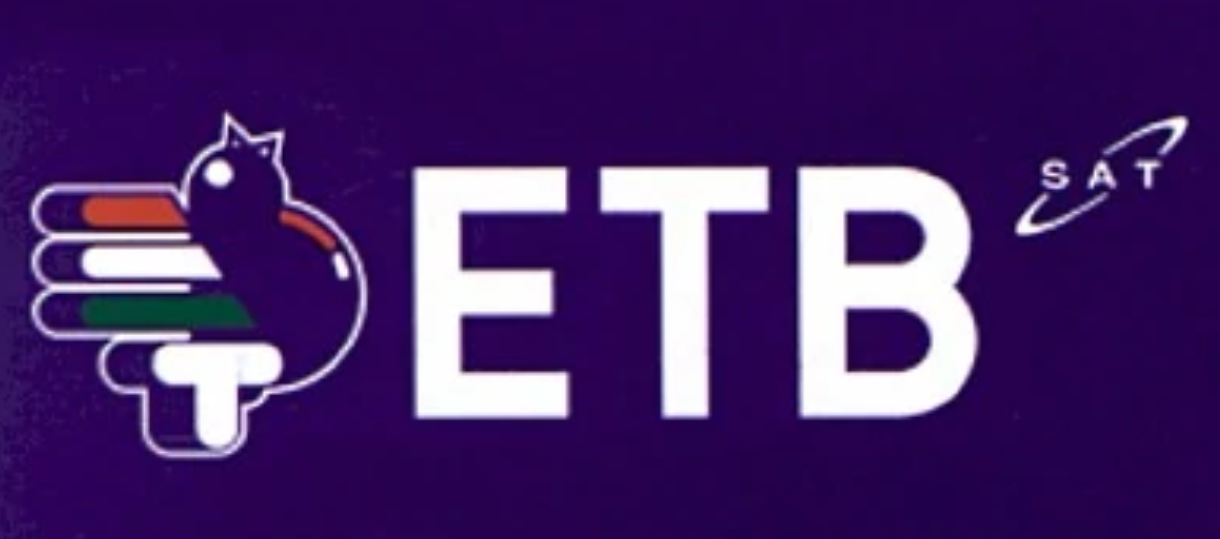
Logotipo de ETB SAT entre 1998 y 2000.
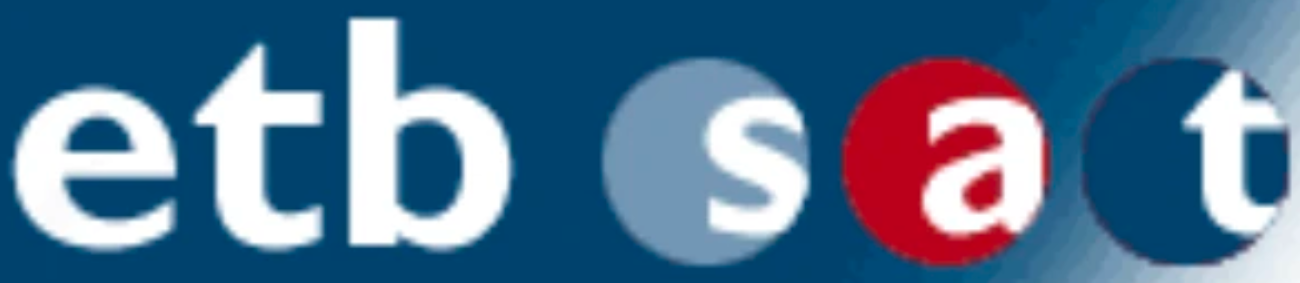
Logotipo entre 2000 y 2007.
Logotipo usado entre 2007 y 2010.
Logotipo usado entre 2010 y 2011.Logotipo usado entre 2010 y 2011.
Logotipo usado desde 2011 hasta 2021.

Logotipo usado entre 2007 y 2010.
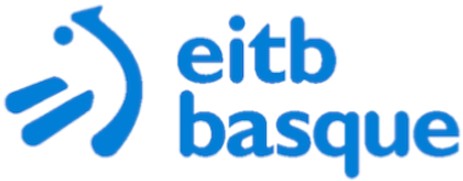
Logotipo de EITB Basque usado desde 2021 hasta 2022.
Logotipo de ETB Basque usado desde 2022.

Logotipo de ETB Sat y Canal Vasco juntos.Logotipo de ETB Sat y Canal Vasco juntos.
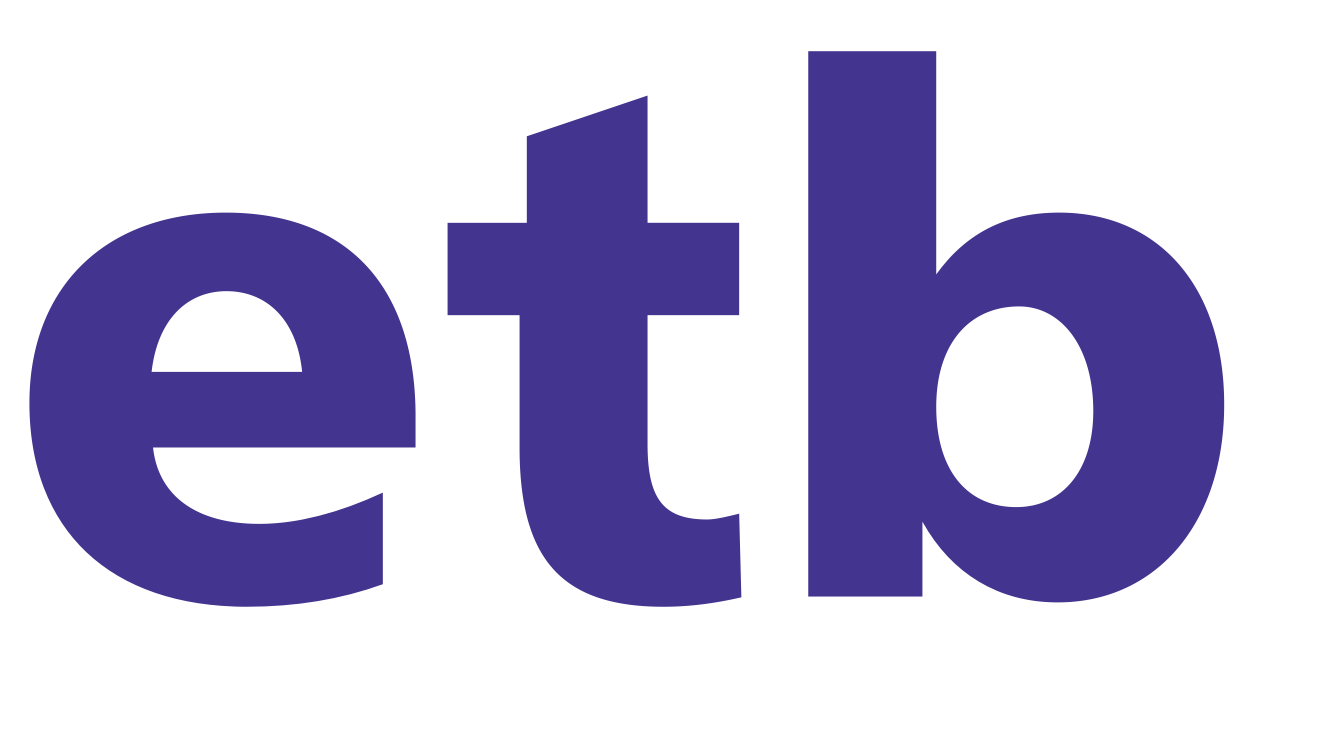
Logo usado en pantalla en las emisiones de ETB Sat para España (Euskadi TV).

## Programas destacados
La siguiente es una lista de programas populares y destacados, en producción actual o de archivo, emitidos habitualmente por el canal internacional de ETB:
- Egun On Euskadi: informativo diario matinal en euskera (ETB1). Emitido en directo.
- Gaur Egun (*): informativo diario principal en euskera (ETB1). Emitido en directo.
- Teleberri (*): informativo diario principal en español (ETB2). Emitido en directo.
- Txoriene: programa de cocina presentado por Zigor Iturrieta (ETB1).
- A bocados: programa de cocina presentado por Ander González y Gabriela Uriarte (ETB2).
- Atrápame si puedes (*): concurso de cultura general, presentado por Patxi Alonso (ETB2).
- El Conquistador: reality show de acción y aventura en entornos naturales exóticos, con varias versiones, presentado por Julian Iantzi (ETB2).
- Del País de los Vascos: serie documental (de archivo) sobre historia vasca (ETB2). Se emite también su versión en euskera, Euskal Herritik (ETB1 y ETB2).
- Euskal Herria: La Mirada Mágica: serie documental (de archivo) sobre la historia y geografía de las localidades vascas, con vistas aéreas de las mismas. Se emite también su versión en euskera, Euskal Herria: Lau Haizetara (ETB1 y ETB2).
- Kerman mintzalagun bila: programa para estudiantes de nivel básico de euskera, con consejos para el buen uso de la lengua en situaciones cotidianas (ETB1, ocasionalmente ETB2).
- EITB Kultura: espacio de actualidad artística (cine, artes plásticas, teatro, música, literatura, etc.) (ETB1 y ETB2; suele emitirse en castellano).
- Vaya Semanita: espacio de humor (de archivo) con sátira sobre la actualidad vasca. Actualmente solo reposiciones (ETB2).
- La Noche De... (**): programa de análisis y crítica cinematográfica presentado por Félix Linares (ETB2).
- Lazkao Txiki: dibujos animados (de archivo) basados en la vida del versolari José Miguel Iztueta (ETB1).
- Chiloé: espacio de viajes (de archivo) presentado por Maider Egüés o Jokin Etcheverria (ETB1 y ETB2; suele emitirse en castellano).
- 3 Ene Kantak: programa infantil en euskera (ETB3).
- Yoko eta lagunak: dibujos animados en euskera (ETB3).
- Showmatch: Programa argentino de El Trece (ETB2).
- Bailando por un sueño: Programa argentino de El Trece (ETB2).
- Videomatch: Programa argentino de Telefe (ETB2).
- Susana Giménez: Programa argentino de Telefe (ETB2).

(*) Gaur Egun no se emite de manera consolidada o estable. Durante su primera edición (14:00) se da siempre preferencia al concurso de mediodía de ETB2, actualmente Atrápame si puedes, que se emite al mismo tiempo; su segunda edición (20:00) tampoco se emite muchos días. Teleberri, por su parte, se emite consistentemente en sus dos ediciones (15:00 y 21:00).
(**) Por motivos de derechos, solo se emite el programa en sí, presentado por Félix Linares; la emisión de la película analizada cada semana es exclusiva de ETB2.